# H&O
H&O je francouzské nakladatelství, které se specializuje na díla homosexuálních autorů. Bylo založeno roku 1999. Jeho sídlo je v Béziers.
Vydává knihy mnoha literárních žánrů: francouzské i zahraniční romány (včetně děl Oliviera Delorma (Le Plongeon, Le Château du silence, La Quatrième Révélation), Oliviera Lebleu (L'Etranger de la famille, Passer la nuit), Benoîta Montenata (Maman), Kevina Daada (Cosmoqueer)), detektivky, komiksy (Patrick Fillion, Gengoroh Tagame, Logan), erotickou literaturu a eseje.